# Jasen Mesić
Jasen Mesić ( Zagreb, 11. lipnja 1972.), hrvatski političar i bivši ministar kulture Republike Hrvatske.
Rođen je 1972. godine u Zagrebu i najmlađi je kandidat za gradonačelnika grada Zagreba u 2009. godini. Član HDZ-a.
Obrazovanje:
- Diplomirao povijest i arheologiju na Filozofskom fakultetu Sveučilišta u Zagrebu, 1996.
- Diplomirao na Accademia per metodologia e tecnica di archeologia subaquea, Italija, 1999.
- Završio Diplomatsku akademiju Ministarstva vanjskih poslova RH, 2002.
- Završio poslijediplomski studij u Italiji, Siena, Firenza, gdje je magistrirao 2004.
- Pohađa poslijediplomski studij na Filozofskom fakultetu Sveučilišta u Zagrebu.